# Championnats d'Europe de tir à 10 m 2018
Navigation
Édition précédente Édition suivante

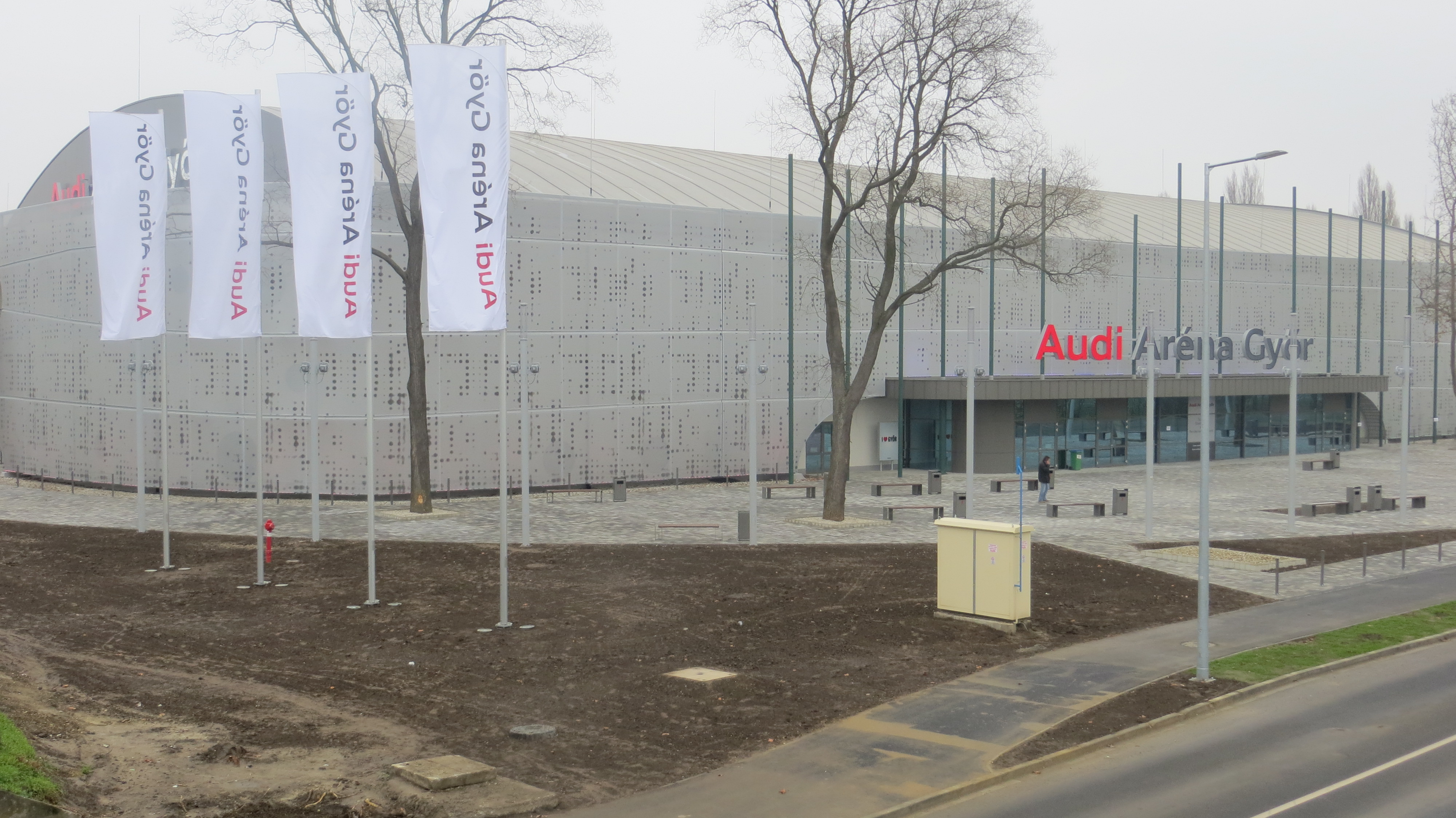
Audi Aréna Győr

Les championnats d'Europe de tir à 10 m 2018, ont lieu du 19 au 25 février 2018 à Győr, en Hongrie.

## Résultats

### Podiums

#### Hommes
| Épreuve                               | Or                                                                  | Argent                                                              | Bronze                                                          |
| ------------------------------------- | ------------------------------------------------------------------- | ------------------------------------------------------------------- | --------------------------------------------------------------- |
| Pistolet à 10 m individuel            | Yusuf Dikeç                                                         | Artiom Chernousov                                                   | João Costa                                                      |
| Pistolet à 10 m par équipes           | Ukraine Polina Konarieva Oleg Omelchuk Viktor Bankin                | Serbie Damir Mikec Dimitrije Grgic Dusko Petrov                     | Allemagne Matthias Holderried Philipp Kaefer Michael Schwald    |
| Carabine à 10 m individuel            | Vladimir Maslennikov                                                | Alexandr Driaguin                                                   | Petar Gorša                                                     |
| Carabine à 10 m par équipes           | Russie Sergey Kamenskiy Vladimir Maslennikov Alexander Dryagin      | Croatie Petar Gorša Marin Čerina Miran Maričić                      | Hongrie István Péni Péter Sidi Péter Somogyi                    |
| Cible mobile à 10 m individuel        | Emil Martinsson                                                     | Jesper Nyberg                                                       | Maxim Stepanov                                                  |
| Cible mobile à 10 m par équipes       | Suède Jesper Nyberg Emil Martinsson Niklas Bergstroem               | Russie Vladislav Prianishnikov Maxim Stepanov Vladislav Shchepotkin | Finlande Tomi-Pekka Heikkila Heikki Lahdekorpi Krister Holmberg |
| Cible mobile mixte à 10 m individuel  | Vladislav Shchepotkin                                               | Maxim Stepanov                                                      | László Boros                                                    |
| Cible mobile mixte à 10 m par équipes | Russie Vladislav Shchepotkin Maxim Stepanov Vladislav Prianishnikov | Suède Emil Martinsson Jesper Nyberg Niklas Bergstroem               | Hongrie Laszlo Boros Jozsef Sike Tamas Tasi                     |

#### Femmes
| Épreuve                               | Or                                                                           | Argent                                                         | Bronze                                                           |
| ------------------------------------- | ---------------------------------------------------------------------------- | -------------------------------------------------------------- | ---------------------------------------------------------------- |
| Pistolet à 10 m individuel            | Céline Goberville                                                            | Zorana Arunović                                                | Bobana Veličković-Momčilović                                     |
| Pistolet à 10 m par équipes           | Russie Vitalina Batsarashkina Ekaterina Korshunova Margarita Lomova          | Allemagne Monika Karsch Sandra Reitz Carina Wimmer             | Serbie Zorana Arunović Bobana Veličković-Momčilović Jelena Tomic |
| Carabine à 10 m individuel            | Stine Nielsen                                                                | Katarzyna Komorowska                                           | Manon Smeets                                                     |
| Carabine à 10 m par équipes           | Roumanie Laura-Georgeta Coman Roxana-Georgiana Tudose Eliza-Alexandra Molnar | Danemark Stine Nielsen Rikke Ibsen Line Petermann              | Ukraine Anna Ilina Mariia Voitsekhivska Olga Zakapko             |
| Cible mobile à 10 m individuel        | Yuliya Eidenzon                                                              | Viktoriya Rybovalova                                           | Olga Stepanova                                                   |
| Cible mobile à 10 m par équipes       | Russie Olga Stepanova Julia Eydenzon Irina Izmalkova                         | Ukraine Viktoriya Rybovalova Galina Avramenko Liudmyla Vsylyuk | Hongrie Veronika Major Edit Mathe Gabriella Kortvelyessy         |
| Cible mobile mixte à 10 m individuel  | Olga Stepanova                                                               | Yuliya Eidenzon                                                | Halyna Avramenko                                                 |
| Cible mobile mixte à 10 m par équipes | Russie Olga Stepanova Julia Eydenzon Irina Izmalkova                         | Ukraine Galina Avramenko Viktoriya Rybovalova Liudmyla Vsylyuk | Hongrie Veronika Major Edit Mathe Gabriella Kortvelyessy         |

#### Mixtes
| Épreuve                         | Or                                        | Argent                                       | Bronze                                  |
| ------------------------------- | ----------------------------------------- | -------------------------------------------- | --------------------------------------- |
| Pistolet à 10 m par équipes     | Russie Margarita Lomova Artiom Chernousov | Serbie Zorana Arunović Damir Mikec           | Ukraine Olena Kostevych Oleh Omelchuk   |
| Carabine à 10 m par équipes     | Russie Daria Vdovina Vladimir Maslennikov | Serbie Andrea Arsović Milutin Stefanović     | Ukraine Anna Ilina Oleh Tsarkov         |
| Cible mobile à 10 m par équipes | Russie Maxim Stepanov Olga Stepanova      | Russie Vladislav Shchepotkin Yuliya Eidenzon | France Nicolas Tranchant Florence Louis |

### Tableau des médailles
- Pays organisateur (Hongrie)

| Rang  | Nation    | Or | Argent | Bronze | Total |
| ----- | --------- | -- | ------ | ------ | ----- |
| 1     | Russie    | 12 | 6      | 2      | 20    |
| 2     | Suède     | 2  | 2      | 0      | 4     |
| 3     | Ukraine   | 1  | 3      | 4      | 8     |
| 4     | Danemark  | 1  | 1      | 0      | 2     |
| 5     | France    | 1  | 0      | 1      | 2     |
| 6     | Roumanie  | 1  | 0      | 0      | 1     |
| 6     | Turquie   | 1  | 0      | 0      | 1     |
| 8     | Serbie    | 0  | 4      | 2      | 6     |
| 9     | Allemagne | 0  | 1      | 1      | 2     |
| 9     | Croatie   | 0  | 1      | 1      | 2     |
| 11    | Pologne   | 0  | 1      | 0      | 1     |
| 12    | Hongrie   | 0  | 0      | 5      | 5     |
| 13    | Finlande  | 0  | 0      | 1      | 1     |
| 13    | Pays-Bas  | 0  | 0      | 1      | 1     |
| 13    | Portugal  | 0  | 0      | 1      | 1     |
| Total | Total     | 19 | 19     | 19     | 57    |